# 野平匡邦
野平 匡邦（のひら まさくに、1947年7月25日 - ）は、日本の政治家、官僚、弁護士。元千葉県銚子市長（2期）。父は外科医で俳人の野平藤雄。

## 略歴
- 1947年（昭和22年） - 千葉県香取郡（現・成田市）に生まれ、翌年父の外科医院開業に伴い銚子市に転居[1]。
- 1966年（昭和41年） - 銚子市立銚子高等学校卒業
- 1967年（昭和42年） - 慶應義塾大学経済学部に入学するも中退し、翌年東京大学文科一類に入学。
- 1973年（昭和48年） - 国家公務員上級試験（法律職甲）に合格して自治省に入省。
- 茨城・岩手・広島などへ出向。
- 1989年（平成元年）4月 - 仙台市財政局長
- 1992年（平成4年）4月 - 公営企業金融公庫 経理部・資金課長（資金調達担当）
- 1994年（平成6年）7月 - 建設省 建設経済局建設振興課長（建設専門業〈ゼネコンに対するサブコン〉担当）
- 1996年（平成8年）7月 - 自治省 財政局指導課長（財政再建担当）
- 1997年（平成9年）4月 - 岡山県副知事（総務部・地域振興部・農林部・商工労働部・教育委員会担当）を務めると同時に岡山大学経済学部学外教授（地方財政経営論）。
- 1999年（平成11年）4月 -  自治省大臣官房会計課長
- 2000年（平成12年）4月 - 自治省 消防庁審議官
- 2001年（平成13年）1月 - 総務省 消防庁審議官
- 2001年（平成13年）4月 - 独立行政法人消防研究所理事
- 2002年（平成14年）
  - 5月 - 退官、学校法人加計学園 岡山理科大学客員教授
  - 7月21日 - 銚子市長選挙執行。現職の大川政武との一騎打ちを制し、初当選。
- 2006年（平成18年）7月23日 - 銚子市長選挙執行。元中学校長の岡野俊昭に敗れる。
- 2009年（平成21年）
  - 1月 - 司法修習、弁護士資格付与のための指定研修を経て、第一東京弁護士会登録[1]
  - 3月29日 - 岡野俊昭市長が住民投票により失職[4]。
  - 5月17日 - 銚子市長選挙執行。前市長の岡野ら5人の候補者を斥け2期目の当選を果たす。
- 2013年（平成25年）4月21日 - 銚子市長選挙執行。銚子市立病院の運営方針や議会内外での問題的な言動が批判され、元市議の越川信一に敗れる[5]。
- 2017年（平成29年）4月23日 - 銚子市長選挙執行。現職の越川、元市議の椎名亮太らとの争いとなるが次点で落選[6][7]。
- 2023年（令和5年）11月29日 - 紺綬褒章を受章[8][9]。

## 人物
- 空手道東大拳法会7段、全日本空手道連盟3段[1]。
- 趣味は西洋の伝統芸術鑑賞、合唱など[1][2]。